# Lake King William
Der Lake King William ist ein See im Westen des australischen Bundesstaates Tasmanien.
Er liegt am Nordostende des Franklin-Gordon-Wild-Rivers-Nationalparks. Der Derwent River durchfließt ihn und nimmt dort den  Navarre River und dieser den Little Navarre River auf. Südwestlich an den See anschließend liegt das Guelf Basin, ein Nebensee, der mit dem Hauptteil des Sees durch einen schmalen, kurzen Kanal verbunden ist.
Der See und die westlich anschließende King William Range (mit den Bergen King William I., King William II. und King William III. – von Nord nach Süd) wurden nach niederländischen Königen benannt.
Das vom See abfließende Wasser wird über die Butlers Gorge Power Station zur Stromerzeugung geleitet.